# Robert Aderholt
Robert Brown Aderholt (Haleyville, 22 luglio 1965) è un politico e avvocato statunitense, membro della Camera dei Rappresentanti per lo stato dell'Alabama.

## Biografia
Laureato in legge, dal 1992 al 1996 lavorò come giudice di pace di Haleyville e nel 1997 fu eletto al Congresso come deputato repubblicano.
Aderholt è un forte sostenitore del conservatorismo ed è un esponente della corrente politica del Tea Party; dal momento del suo arrivo alla Camera è sempre stato rieletto con elevate percentuali di voto, sebbene prima della sua elezione il suo distretto sia stato rappresentato dai democratici per trent'anni.
Robert Aderholt è sposato e ha due figli.